# Соболь
Со́боль (лат. Martes zibellina) — млекопитающее рода куниц семейства куньих (Mustelidae), обитающее на Урале и азиатской части России и отличающееся ценным мехом.

## Этимология
Русское обозначение животного является общеславянским (рус. и укр. соболь, бел. собаль, пол. soból, словац. soboľ, чеш. sobol, сербохорв. сабољ; но болг. соболе́ц — суслик), откуда ещё издавна было заимствовано в неславянские европейские языки, в частности, заимствование представлено уже в лат. zibellina, др.-в.-нем. tebelus и старофр. sable. От фр. sable происходят употребляемые во многих европейских языках названия чёрного цвета в геральдике, черни.
В источниках др.-рус. соболь засвидетельствовано с XI в. (сначала в значении «шкурка соболя»), а в собственно русских словарях отмечается с 1704 г. Собственно происхождение лексемы «соболь» довольно туманно. Макс Фасмер предположил связь с др.-инд. c̨abálas, c̨abáras — «пёстрый, пятнистый». Данную теорию развивает Александр Шапошников, предположивший, что слово является заимствованием из индоарийских диалектов Северного Причерноморья, искомое слово реконструируется Шапошниковым как *śabal-.

## Описание
Соболь, как и многие представители рода куниц, является средних размеров животным. Длина тела соболя — до 56 см (длина тела самцов — 38-53 см, самок — 35-51 см), хвоста тела — до 20 см (самцов — 12-19 см, самок — 11-17 см). Соболь обладает стройным телосложением, тело гибкое, лапы довольно короткие и толстые. Пушистый хвост приблизительно равен трети длины тела. Морда довольно узкая, глаза чёрные и выпуклые, довольно большие уши.
Мех соболя — длинный, густой и шелковистый, хотя летний мех значительно короче зимнего. Волосяной покров из длинных и блестящих остевых волос и нежной густой шелковистой подпуши. В целом цвет соболиного меха варьируется от желтовато-коричневого до тёмно-бурого, почти чёрного. Лапы несколько темнее, чем остальная часть тела; голова и уши же светлее; а верх и низ тела окрашены одинаково. Хвост может быть окрашен так же, как и тело, либо же темнее. Окраска шкурки изменчива, её вариации имеют особые названия. «Головка» — самая тёмная (почти чёрная). «Меховой» — окраска очень светлая, песчано-жёлтая или палевая. Промежуточные окраски: «воротовой» — коричневого тона с тёмной полосой-«ремнём» на спине, более светлыми боками и большим ярким горловым пятном. Встречаются соболи и со светло-золотистым, пятнистым, голубым окрасом и даже белым окрасом. Выражается и сезонная изменчивость окраски — зимний мех соболя окрашен светлее, чем летний. Линька проходит два раза в год. Иногда встречаются волосы с седыми, белыми кончиками волос.
В отличие от многих других куньих, и куниц в частности, бакулюм самцов почти прямой.

## Распространение
В настоящее время соболь встречается по всей таёжной части России от Урала до побережья Тихого океана к северу до пределов лесной растительности. Также встречается в Японии, на острове Хоккайдо, в Монголии, КНДР, на северо-востоке Китая. В местах пересечения ареала соболя с ареалом лесной куницы (например, на восточном Урале) порой встречается гибрид этих видов — кидас.
Очевидно, что ранее ареал соболя был шире, однако западная граница былого ареала точно не ясна. Ещё в XVII столетии, судя по историческим документам, соболь обитал в верховьях Вятки и Камы и по правому берегу Северной Двины. До того же XVII века соболь также водился в Финляндии, а до XIX века — в Карелии, Прибалтике и Западной Польше. По другим данным, точных сведений (в виде палеонтологических находок) о присутствии соболя в Прибалтике и Карелии, а также Белоруссии, нет.
Проживает в тайге как и в горных, так и равнинных районах. Предпочитает темнохвойную захламлённую тайгу. Особенно любит жить в лесах из сибирского кедра. В то же время в Якутии, а отчасти в северном Забайкалье и некоторых частях Камчатки населяет преимущественно лиственничники. В Кроноцком заповеднике основным местообитанием соболя является высокоствольный березняк (состоящий из каменной берёзы). В горных районах нередко встречается выше границы лесного пояса.

## Систематика
Всего у соболя насчитывается 17 подвидов, различающихся размерами, и густотой и цветовой гаммой меха (до их ревизии могут принимать 7-8). Вот некоторые из них:
- Martes zibellina zibellina Linnaeus, 1758 — тобольский соболь, или уральский соболь, номинативный подвид, окрас очень светлый серо-буроватый (иногда коричневато-палево-жёлтая, изредка интенсивно бурая), мех пышный, но грубоватый;
- Martes zibellina princeps Birula, 1922 — баргузинский соболь [syn.  vitimensis Timofeev et Nadeev, 1955] [syn.  obscura Timofeev et Nadeev, 1955], особо ценный подвид ввиду чёрного окраса и мягкого, пышного, блестящего и шелковистого меха;
- Martes zibellina schantaricus Kuznetzov, 1941 — шантарский соболь, окрас тёмный;
- Martes zibellina kamtshadalica Birula, 1918 — камчатский соболь, мех грубоват, но исключительно пышный, окрас очень разнообразен и изменчив с преобладанием тёмных тонов (преимущественно тёмно-коричневого цвета), подпушь палево-желтовато-серая;
- Martes zibellina sahalinensis Ognev, 1925 — сахалинский соболь, или дальневосточный соболь, окраска сравнительно тёмная, но светлее, чем у баргузинского и шантарского, более рыжеватая, нежели у камчатского соболя, мех грубее, чем у баргузинского;
- Martes zibellina yeniseensis Ognev, 1925 — енисейский соболь [syn.  tungussensis Kuznetzov, 1941], окрас варьируется от довольно светлого до тёмного (по другим данным, преобладают светлые оттенки, а тёмные особи редки), мех грубее, чем у баргузинского;
- Martes zibellina sajanensis Ognev — саянский соболь, окрас тёмный, обычно тёмно-коричневато-бурый (с бледно-палевой подпушью), мех грубее, чем у баргузинского;
- Martes zibellina jakutensis Kuznetzov, 1941; Novikov, 1956 — якутский соболь, может рассматриваться как синоним баргузинского соболя, окраска изменчива, резко преобладают тёмные тона;
- Martes zibellina tomensis Timofeev et Nadeev, 1955 — кузнецкий соболь;
- Martes zibellina averini Bazhanov, 1943 — алтайский соболь, окрас варьирует от светлого до тёмного;
- Martes zibellina vitimensis Timofeev et Nadeev — витимский соболь;
- Martes zibellina arsenjevi Kusn. — уссурийский соболь;
- Martes zibellina obscura Timofeev et Nadeev — чикойский соболь;
- Martes zibellina brachyura Temminck, 1844 — курильский соболь, находится под угрозой исчезновения[27][28], также обитает на Хоккайдо.

## Образ жизни

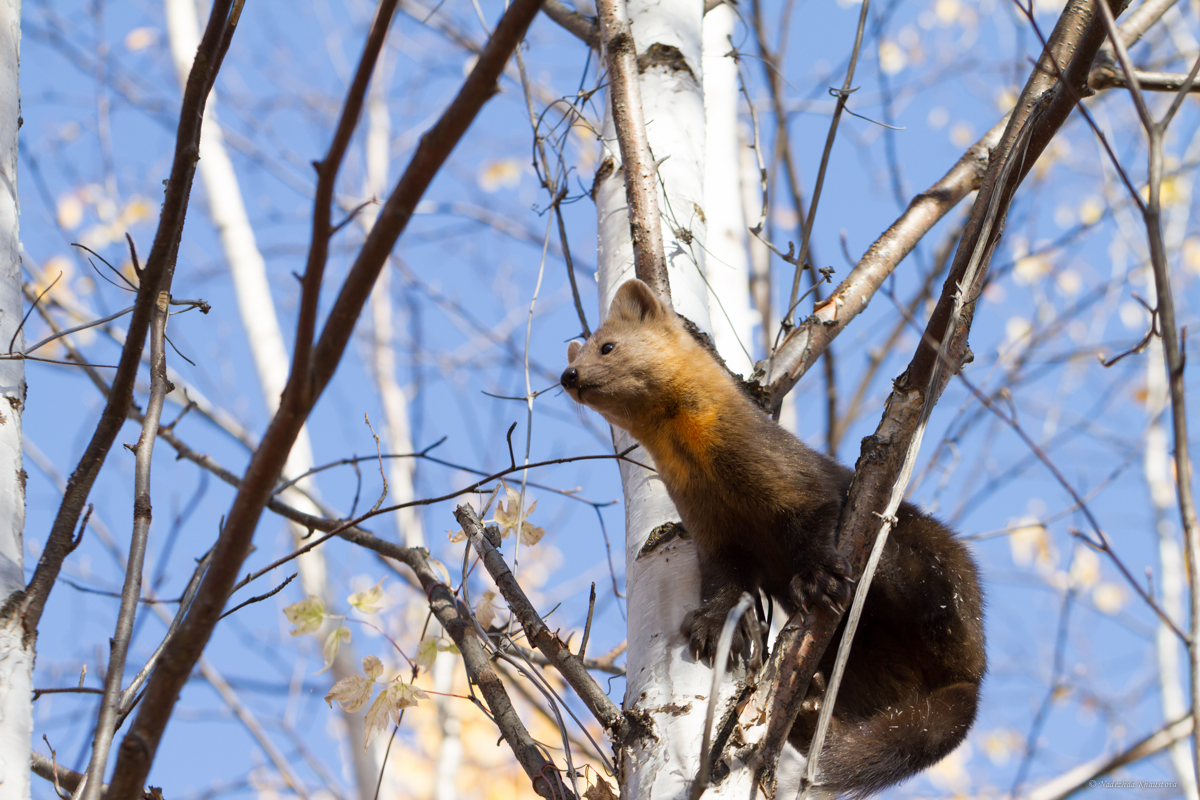
Соболь на берёзе, Ключевской природный парк (Камчатка)

Характерный обитатель сибирской тайги. Ловкий и очень сильный для своих размеров хищник. Ведёт наземный образ жизни. Как правило, обитает в верховьях горных рек, в зарослях, изредка поднимается в кроны деревьев. В качестве жилья использует естественные убежища — дупла деревьев (как и стоящих, так и поваленных), в буреломе, среди корней деревьев, среди каменных россыпей, зимой — под снегом. Соболь поселяется в дуплах, низко расположенных над землёй. Передвигается прыжками, длина прыжка — 30–70 см, максимум до 2 м. При беге ставит задние лапы точно в след передних. Зимой нередко передвигается в толще снега. Хорошо лазит по деревьям, хотя ведёт преимущественно наземный образ жизни. Имеет отлично развитые слух и обоняние, зрение слабее. Легко ходит по рыхлому снегу. Наибольшую активность проявляет утром и вечером. Движения соболя легки и грациозны.
Является оседлым животным, длительные откочёвки предпринимаются лишь в сильном недостатке пищи.
Соболь обладает агрессивным характером, были случаи нападения даже заводских соболей на человека. Однако в целом в неволе соболи незначительно, но изменяют свои повадки: увеличивается дневная активность, животные становятся не настолько пугливыми, как в дикой среде. Кроме того, соболи довольно любознательны и смышлёны.

### Голос
Изредка подаёт голос. Как и куницы, во время испуга и раздражения рычит, а во время защиты от противника тявкает. Во время удовольствия урчит и издаёт низкие звуки, напоминающие стрекотание. Брачные игры сопровождаются мяуканьем, быстро повторяющимися гортанными звуками и глухим ворчанием.

## Питание
В основе рациона преобладают лесные полёвки и другие мышевидные грызуны, главным образом — красная полёвка (на юге красно-серая). Восточнее Енисея и в Саянах большую роль в рационе соболей играет пищуха. Мышевидные грызуны добываются соболем на земле. Помимо них, соболь часто поедает землероек, белок и бурундуков, иногда нападает на зайцев и ондатр. За год истребляет в Красноярском крае несколько миллионов белок. Из птиц соболь чаще всего нападает на рябчика и глухаря, хотя в целом птицы являются для него второстепенным кормом. Летом также поедают насекомых. Однако первостепенное значение имеют именно мышевидные грызуны. В промысле особенно активен в сумерки, ночью, но часто охотится и днём.
Помимо мяса, соболь также питается растительной пищей, отдавая предпочтение кедровым орехам, рябине, голубике. Также поедает ягоды брусники, черники, черёмухи, шиповника, смородины, амурского винограда, лимонника. Особо большое значение растительная пища занимает в рационе баргузинского соболя.
При избытке пищи соболь, как и другие куньи, устраивает небольшие запасы.
В зверофермах корм соболя на 70-80 % состоит из мясных продуктов, также в кормовую смесь входят молоко, хлеб, морковь, салат а также различные минеральные и витаминные добавки.

## Размножение
Щенение на севере происходит в первой половине мая, на юге — в апреле. Половой зрелости соболи достигают в возрасте двух-трёх лет (15-16 месяцев) и размножаются до 13—15 лет. Спаривание в июне — июле (до начала XX века считалось, что гон у соболей происходит ранней весной), беременность составляет 250—290 дней, то есть около 9 месяцев, причём первые 7-8 месяцев являются латентными, и только в последних двух месяцах перед рождением происходит активная фаза развития плода (подобная особенность эмбриогенеза присутствует у многих видов куньих). За две-три недели до родов самка, будущая мать, начинает обустраивать гнездо, главным образом дупла. В помёте от одного до семи соболят, обычно 3—4 или 2-3. Новорождённые соболята слепые, весят 20-25 г. На 34-36 дней детёныши прозревают. Детёныши растут быстро, уже в возрасте трёх месяцев соболята достигают веса взрослых особей — 0,8-1,4 кг. Линька заканчивается в середине октября. Продолжительность жизни соболя составляет 6-11 лет (в неволе — 15). Впервые задокументированный приплод соболя в неволе был получен 3 апреля 1929 года, матерью стала соболиха по кличке Кривой Зуб.

## Хозяйственное значение
Мех соболя является одним из самых ценных, из-за чего на протяжении столетий соболь подвергался истреблению. С другой же стороны, добыча соболя и торговля соболиным мехом длительное время служила одной из существенных статей дохода в экономике России.
Соболь добывается с помощью капканов, отпадных самоловов, а также на ружейной охоте с собакой. В последнем случае место, где спрятался зверь, окружается обметом. Также соболь успешно разводится на зверофермах. В зависимости от географического расположения добытого животного, мех делится на 8 т.н. кряжей: алтайский, амурский, баргузинский, енисейский, камчатский, минусинский, тобольский и якутский. В СССР соболиный мех шёл на пальто, жакеты, палантины, пелерины, муфты, горжетки, подкладки шуб, меховые шапки и воротники.
С 1928 года осуществляется реинтродукция и реакклиматизация соболя. Так, к 1951 г. в дикую природу во многих местах азиатской части РСФСР было выпущено 1197 особей, во многих случаях реакклиматизация прошла успешно.
Начиная с 1980-х годов соболи, изредка, также содержатся и в качестве домашних питомцев, домой забираются зверьки со звероферм. Приручение соболя проходит с самого раннего возраста, если их берут в руки и с рук кормят.

## Промысел в России

### Русский промысел и торговля в Мангазейском крае (XVII век)
В XVI веке в Западной Сибири русскими было основано поселение Мангазея, куда стекалась добытая охотниками пушнина. Соболь имел исключительно важное внешнеторговое значение для Москвы. Соболиные меха «из Московии» в силу высокого качества и большого спроса на них в Западной Европе составляли основу бюджета Московского Великого княжества, а позднее — Русского централизованного государства. Одна только Мангазея поставляла из Западной Сибири до 85 тыс. шкурок высококачественного соболя в год. Промысел осуществлялся без какого-либо регулирования и за 70 лет привёл к истощению соболя в крае.

### Соболь в XX веке
В 1920-е годы благодаря трудам биолога-натуралиста Петра Мантейфеля в СССР началось разведение соболей в неволе.
Общая осенняя численность в 1973 году составляла около двухсот тыс. особей, а по оценке 1961 — 296 тыс. К 30-м годам XX-го столетия соболь был почти полностью истреблён в пределах Красноярского края и оставался здесь в небольшом числе в немногих обособленных участках. Позднее, в результате охранных мероприятий, численность восстановилась до уровня изначальной, бывшей в XVII столетии. В 1961—1963 годах численность соболя в крае достигла максимума. Затем в результате перепромысла во многих местах запасы соболей стали сокращаться, и создалось положение, угрожающее благополучному развитию охотничьего хозяйства, не исправленное до настоящего времени. Принята следующая примерная оценка численности соболей: много — более 25 соболей на 100 км²; средне — 12—25; мало — менее 12; редок — единично. Иногда выделяется градация — очень много — более 50, но с такой плотностью соболь, как правило, населяет только отдельные участки, а не большие площади.
Современное размещение и состояние ресурсов соболей в крае таково (Нумеров, 1958, 1973; Линейцев и Мельников, 1971 и др.):
Горную тайгу Саян и Кузнецкого Алатау соболь населяет с максимальной для края плотностью. В среднем соболей здесь всюду «много», а на значительных участках в кедровниках и «очень много». Плотность населения в кедровниках травянистых и мшистых достигает 150 и даже 200 на 100 км². Это максимальные показатели для страны. После 1964 года численность и добыча здесь начинают снижаться в результате интенсивного перепромысла. Максимальная сезонная заготовка шкурок за 1960—1970 гг. составляла 18 тыс., а в 1973—1974 гг. она снизилась до 5,1 тыс. На пятой части территории соболь выбит полностью, а в целом в регионе численность вдвое ниже ёмкости угодий.
Центральный густонаселённый регион включает примагистральные и лесостепные районы и бассейн Чулыма. Здесь по смешанным лесам, островам тайги и в подтаёжном ландшафте соболь был местами многочисленным, широко распространённым видом. В целом в начале 60-х годов его численность здесь составляла 20—25 тыс., а максимальная заготовка шкурок доходила до 8,5 тыс. В результате неумеренного промысла многочисленной армией охотников-любителей в большинстве участков соболь выбит полностью. Общая численность его не превышает 4—6 тыс., а заготовки шкурок в 1973—1974 гг. составили всего 1 тыс. штук.
В южной тайге, включающей Приангарье и почти весь Енисейский район, соболей «много» в темнохвойных угодьях, в светлохвойных численность «средняя». Здесь, начиная с 1968 г., тоже начинается резкое снижение заготовок, а затем и снижение численности зверьков в результате перепромысла. По четырём ангарским районам заготовки от максимальных 10,5 тыс. снизились до 4,5 тыс. В средней тайге соболей «много» только в отдельных участках с темнохвойными угодьями (Байкитский район, приенисейская тайга в Туруханском районе). В остальных угодьях численность «средняя», а на значительных площадях и «малая».
В типичной северной тайге численность в основном «средняя» и «малая». В средней и северной тайге только в Эвенкии нет перепромысла (освоение угодий на 80 %), и объём добычи приближается к размеру прироста, то есть к нормальному использованию. В Туруханском крае добыча тоже близка к норме, но на участках вблизи Енисея и на Бахте уже наблюдается перепромысел. Заготовки снизились, но не так резко, как южнее: в Эвенкии — с 26 до 22 тыс. шкурок. В крайней северной тайге соболь всюду редок, за исключением некоторых озёрных котловин, но площадь хороших таёжных участков в котловинах ничтожна. Единично соболя селятся и в лесотундре: на Енисее до Потапова и Никольского, на востоке до Котуйкана на р. Котуй и р. Фомич, притока Попигая.
Следовательно, в южной части края в лучших угодьях положение с соболиным хозяйством совершенно неблагополучно. Быстро снижается численность соболя. Заготовки резко снизились из-за большой утечки шкурок на «чёрный рынок», а также из-за истребления соболей. Процесс неблагополучия развивается. В соболином деле получаются роковые «ножницы»: чем больше шкурок уходит на сторону, тем напряжённее становится положение с выполнением плановых заданий в хозяйствах, и тем более усиливается пресс промысла.

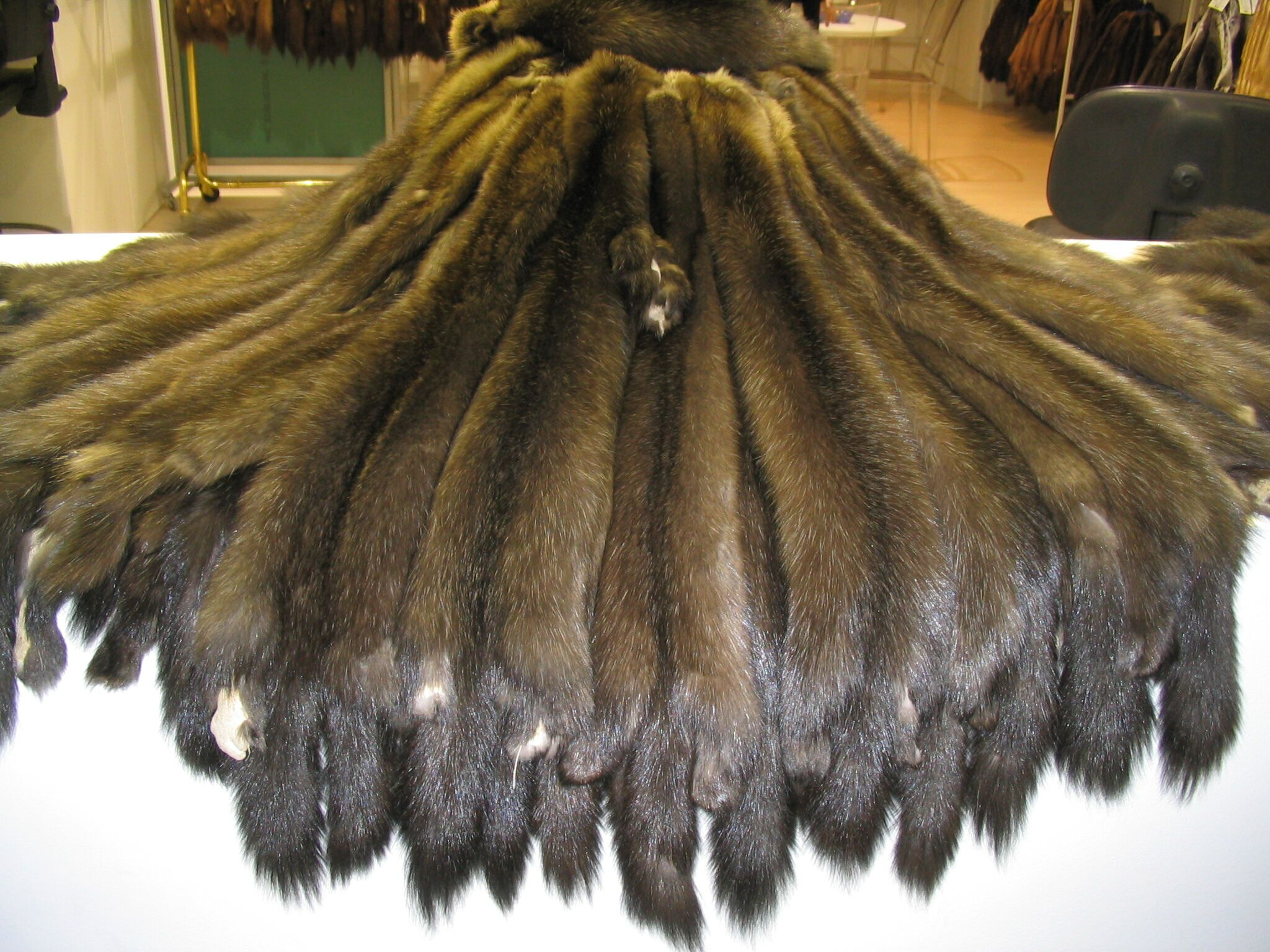
Шкуры баргузинского соболя

В ближайшем будущем можно ожидать сокращения ресурсов в северных районах и общего упадка соболиного дела. Необходимо принять срочные меры по ограничению добычи и особенно по пресечению утечки шкурок, то есть по ликвидации браконьерства.
До выпадения глубокого снега на соболей охотятся с лайкой. Позднее переходят на самоловы, главным образом капканы, отчасти кулёмки. Эвенки нередко охотятся верхом на оленях. Обмёт применяется очень редко. Обычная сезонная добыча промысловика в хороших угодьях — 40—50 соболей. Отдельные охотники добывают по 70—80 и даже по 100—140 соболей.
Из-за красивого, прочного и дорогого меха соболя называют царём дикой пушнины — «мягким золотом». Чем темнее соболь, тем дороже ценится его шкурка. Баргузинский соболь, обитающий в прибайкальских лесах, — самый тёмный из встречающихся в Сибири и поэтому особенно ценится на международных аукционах пушнины. Крупнейшим исследователем природы Баргузинского соболя является российский учёный Е. М. Черникин.
Важнейший охотничий вид края — основа благосостояния промыслового охотничьего хозяйства таёжной зоны. Красноярский край даёт около 33 % общероссийской добычи соболей и стоит в этом отношении на первом месте. Соболь водится не только в России, но и соседних странах: Северной Корее, Монголии и Китае. После того как Россия с 1997 года отказалась от государственной монополии на заготовку пушнины, добыча и заготовка, по большей части перешли в частные руки.

## Современная ситуация в соболином промысле
Добыча соболя осуществляется в соответствии с лимитом добычи, который согласовывается с Минприроды России.
Сравнение объёмов продаж шкурок соболя на Санкт-Петербургском пушном аукционе с лимитом на его добычу выявляет их огромное несоответствие. Начиная с 2000 года, количество проданных шкурок заметно превышает количество разрешённых к добыче соболей. Эта разница увеличивается год от года, и в 2013 году превышение продаж над лимитом составило 193 процента. Разница между объёмом продажи и объёмом официальной добычи была ещё больше и в 2013 году составляла 323 процента. После этого пика в результате изменения конъюнктуры рынка пушнины произошло заметное падение и цен на  соболиные шкурки, и объёмов продаж. Однако в 2017 году физические объёмы продажи снова возросли, что отчасти может быть связано с началом работы Байкальского международного пушного аукциона в Иркутске. В 2017 г. объём продаж превысил лимит добычи в 1,5 раза, а объём заявленной добычи – в 2,15 раза.
Численность популяции, установленный лимит, заявленная добыча и объём сборов за добычу соболя на фоне объёмов реализации шкурок соболя на Санкт-Петербургском пушном аукционе (2011-2017 гг.)
| год                           | 2011   | 2012   | 2013    | 2014   | 2015    | 2016   | 2017          |
| Численность (тыс. особей)     | 1163,8 | 1224,5 | 1299,31 | 1346,3 | 1286,64 | 1309,7 | 1449,95       |
| Лимит добычи (особей)         | 330984 | 356337 | 350041  | 489249 | 368315  | 377062 | 405136        |
| Отчёт по добыче (особей)      | 173800 | 208750 | 219967  | 237591 | 250028  | 266919 | 288043        |
| Продано на С-П аукционе (шт.) | 459389 | 544780 | 674886  | 519127 | 444123  | 453464 | 579413+39286* |

*Продажа на Байкальском пушном аукционе, начавшем работу с 2017 г. в Иркутске
Источник: данные Государственного мониторинга состояния охотничьих ресурсов и среды их обитания и Государственного охотничьего реестра, архивы Санкт-Петербургского МПА и Байкальского МПА
Соотношение лимита на добычу, официальной добычи и объёмов продаж шкурок соболя на международных аукционах
В последние 3-4 года всё большую роль на аукционах начинают играть российские фирмы. Так топ-лот пушнины соболя на Байкальском МПА был приобретён российским производителем меховых изделий.
По заключениям экспертов ВНИИОЗ им. проф. Б.М. Житкова, внутренний оборот шкурок соболя составляет приблизительно 25% от экспорта. Следовательно, для того чтобы оценить минимальные объёмы реальной добычи соболя, данные о его продаже на аукционах надо умножать на 1,25. Таким образом, добыча, например, в 2017 году превысила значение 770 тыс. особей, а с учётом прямых поставок партий пушнины в тот же Китай, а также продажу небольших, но дорогих партий соболя на Копенгагенском и Ванкуверском аукционах можно с достаточной уверенностью говорить о добыче свыше 800 тысяч соболей, что составляет более 55% от учтённой численности популяции. Такая ситуация повторяется с некоторыми флюктуациями много лет с начала 2000 годов. Это, в свою очередь, свидетельствует о кратно заниженной оценке  численности популяции соболя в Российской Федерации. 
Однако, анализ динамики продаж позволяет предположить, что объём добычи соболя, соответствующий объёмам продаж на аукционе около 700 тыс. шкурок, скорее всего уже превышает предел промыслового воздействия, который может выдерживать популяция. К такому выводу приводит сравнение динамики цен и объёмов продажи соболя на аукционах.
Следует обратить внимание на период, начиная с 2010 года. Рост цен вызвал интенсификацию промысла и рост предложения и продаж соболя на аукционе. Прослеживается хорошая корреляция этих двух показателей. Пик был достигнут в 2013 году, когда средняя цена шкурки составила $267, а на аукцион в сумме было выставлено 720 тыс. шкурок (продано 675 тыс.). На промысел в 2014 году охотники уходили в ожидании высоких цен на пушнину, которые делали рентабельным освоение неопромышлявшихся ранее отдалённых участков, наём помощников и т.п. В первой половине сезона, когда заготавливается основная масса пушнины, эти ожидания сбывались и заготовители скупали пушнину по высоким ценам, ориентируясь на высокие цены декабрьского аукциона 2013 г. и январского аукциона 2014 г. Но даже в этих условиях на аукцион не смогли выставить более 520 тыс. шкурок. Это может свидетельствовать о некотором истощении запасов и падении численности популяции. Последующие два года низких цен и, как следствие снижение промысловой нагрузки на популяцию, позволили ей восстановиться, и в 2017 году через два российских аукциона было продано в сумме 618,6 тыс. шкурок соболя даже на фоне относительно невысоких цен. Если в последующие годы уровень цен вырастет или хотя бы сохранится, но на фоне этого объём продаж сократиться, то это заставит уже с большей долей уверенности говорить о том, что объём добычи соболя, соответствующий продажам 550-600 тыс. особей на аукционах, является пределом промысловой нагрузки, которую может выдерживать популяция соболя.

## В культуре

### Мифология и фольклор
- У славян соболь, как и все куньи (и шире — пушные звери) является хтоническим животным, т.е. связанным с землёй. Отсюда и мотив соболя у мирового древа в некоторых славянских фольклорных сюжетах[35]. Гендерный образ у соболя в славянской традиционной культуре — мужской[36].
- В некоторых русских народных свадебных песнях (а также по крайней мере одной украинской, зафиксированной в Ровенской области[37]) соболь является олицетворением жениха, в то время как парным персонажем, невестой — куница. Особо отчётливо изображения жениха как соболя проявляется в северорусских свадебных песнях[38]. Брачный мотив присутствует и в калужском обряде «встречи соболька», проводившимся на Благовещенье (известен, в частности, из записи в деревне Селилово Куйбышевского района Калужской области). Обряд проводился следующим образом: «водят соболька» по деревне вместе и парни, и девушки, взявшись за руки; при этом девушки, надев новую обувь, специально стараются пройти по грязи, попадавшейся им по пути. Обряд сопровождается следующей песней[39]:

Ох, ты, чёрненький соболёк,

Где ж ты лётывал-полетал,

Где ж ты ночушку ночевал?

А я лётывал-полетал

У Проходах я ночевал,

А в Проходах-деревне

Тама вулица грязная,

Тама некому притоптать,

Тама девушки в лапотках,

Стары бабушки в ошмётках,

А у нас тут молодушки в сапожках,

Стары бабушки в башмачках.

— Ох, не чёрный наш соболёк,

Ой, лели, лели, соболек,

Дай во где ж ты был-побывал,

Ой, лели, лели, побывал?

Дай во где ж ночушку ночевал,

Ой, лели, лели, ночевал?

Дай во где ж тёмную коротал,

Ой, лели, лели, коротал?

— Дай во я был-побывал во селеньи,

Ой, лели, лели, во селеньи,

Дай я вы Высоковской деревне,

Ой, лели, лели, деревне,

Дай та деревенька хороша,

Ой, лели, лели, хороша,

Дай чернобыльничком заросла,

Ой, лели, лели, заросла,

Дай она малинником расцвела,

Ой, лели, лели, расцвела.

Дай тама ж есть кому погулять,

Ой, лели, лели, кому погулять,

Дай чернобыльничек притоптать,

Ой, лели, лели, притоптать.

Дай тама ж девушки в туфельках,

Ой, лели, лели, в туфельках,

А ребятушки в ботиночках,

Ой, лели, лели, в ботиночках,

Дай молодушки в сапогах,

Ой, лели, лели, в сапогах,

Дай во старушеньки в тапочках,

Ой, лели, лели, в тапочках.
[после этого песня исполнялась ещё раз, где деревня описывалась в неприглядном свете, и текст, соответственно, изменялся]
Дай та же деревенька нехороша,

Ой, лели, лели, нехороша,

Дай чернобыльничком не заросла,

Ой, лели, лели, не заросла,

Дай она малиной не расцвела,

Ой, лели, лели, не расцвела.

Дай там некому погулять,

Ой, лели, лели, погулять,

Дай чернобыльничек притоптать,

Ой, лели, лели, притоптать.

Дай там девушки босые,

Ой, лели, лели, босые,

Дай там ребятушки косые,

Ой, лели, лели, косые,

Дай молодушки в лаптях,

Ой, лели, лели, в лаптях,

Дай во старушеньки в лаптях,

Ой, лели, лели, в лаптях.
— Иванова А. А. «Благовещенский звонкий колокол…» // Живая старина : журнал. — М., 2014. — № 1 (81). — С. 43-46. — ISSN 0204-3432.
- В одной белорусской народной осенней песне соболь и белка символизируют молодую пару: «У дуброве белачка з сабалём,/У каморы дзевачка з малайцом»[40].
- Особое значение соболь имеет и в бурятской культуре. В частности, животное относилось к «чистым», чьё мясо, по обычаям, можно было употреблять в пищу (хотя на практике мясо соболя ели редко), в частности, отварное мясо давали беременным женщинам для родовспоможения, а бульон из собольего мяса применяли при лечении скота от кашля. С другой же стороны, действовал запрет на употребление собольего мяса непосредственно во время промысла, более того, над тушей животного полагалось совершать своего рода обряд воздушного погребения — класть в дупло дерева или на крышу дома. Подобная практика может быть объяснена о небесном происхождении соболя в бурятской мифологии. Не исключено, что соболь мог быть тотемным животным у предков прибайкальских бурятских родов, это предположение, в частности, подтверждается упоминанием в средневековых источниках монгольского объединения булагачинов (в частности, упоминаемое персидским учёным и политическим деятелем Рашид ад-Дином), чьё название содержит связанную с соболем контаминацию; а позднее племя булагатов считало своим родоначальником одноимённого легендарного прародителя племени, бывшего сыном небожителей Бухи-нойона и Будан-хатан, и чьё имя также значило «соболь». В бурятской шаманской обрядовости с соболем связывался фетиш-онгон духа-помощника шамана, и соболья шкурка являлась атрибутом шамана. Также соболь в традиционном представлении бурят соболь обладает женским началом. Кроме того, густые, придающие выразительность взгляду брови называются иносказательно «соболиными» (бур. булган нидхай)[41].

### Мультипликация
- Татьяна Тушенко (англ. Tatyana Tushenko) — соболиха-гимнастка из СССР, героиня полнометражного мультфильма «Animalympics», выпущенного Warner Brothers и приуроченного к московской летней олимпиаде 1980 г.

### Маскоты
- Соболь Кеша — талисман V зимней спартакиады народов СССР 1982 года, разработан красноярским художником-анималистом Виктором Бахтиным (1951—2016). Имя маскот получил в честь знакомого Бахтина. Кеша присутствовал на множестве выпущенных к спартакиаде сопутствующих товаров, таких как значки, наклейки, спортивные сумки, сувениры и даже кофейные сервизы[42][43][44]. Впоследствии Кеша появился в мультфильма «Старые знакомые» 1986 года (не путать с одноимённым мультфильмом 1956 года), посвящённым следующей спартакиаде[45][46], а также был маскотом Сибириады в Барнауле (2000 год) и Спартакиады народов Сибири (2004 год)[42], и послужил основой для фигуры соболя на гербе посёлка Радищев в Иркутской области.
- Соболь — маскот ФК «Новосибирск» в 2019-2022 годы, выбранный по итогам голосования болельщиков[47].
- Соболь Кедри — талисман летней Универсиады 2023 года, которая должна была пройти в Екатеринбурге.
- Соболь присутствует на логотипе Забайкальского государственного университета, символизируя его географическое расположение[48].

### Техника
- «Соболь», «Соболь NEXT» — марки микроавтобусов и малотоннажных грузовиков, выпускаемых ГАЗ.

### Нумизматика и филателия
- Начиная с 1994 г. Центробанком РФ было выпущено 7 памятных монет «Соболь» разных номиналов из серии «Сохраним наш мир».

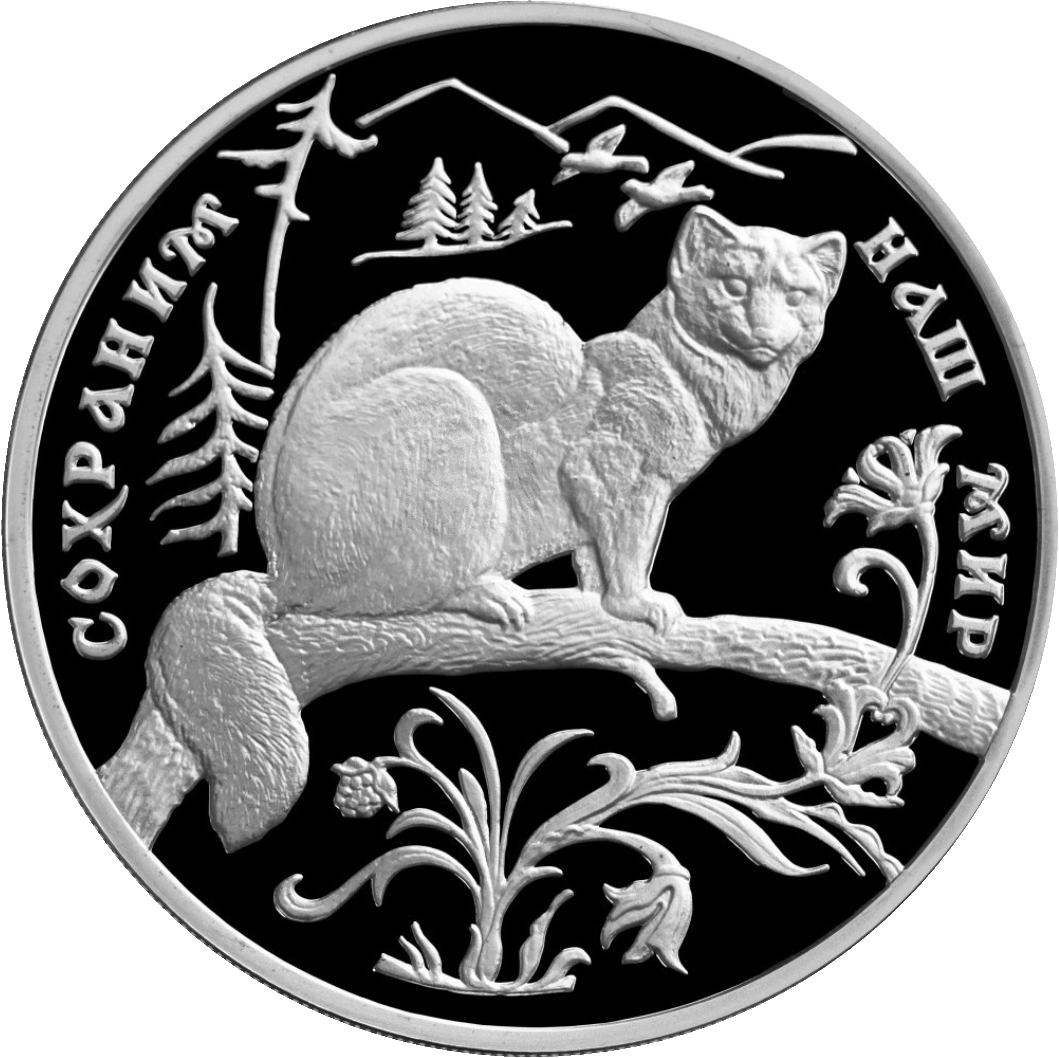
Памятная монета в 3 рубля из серии «Сохраним наш мир», 1994 г.
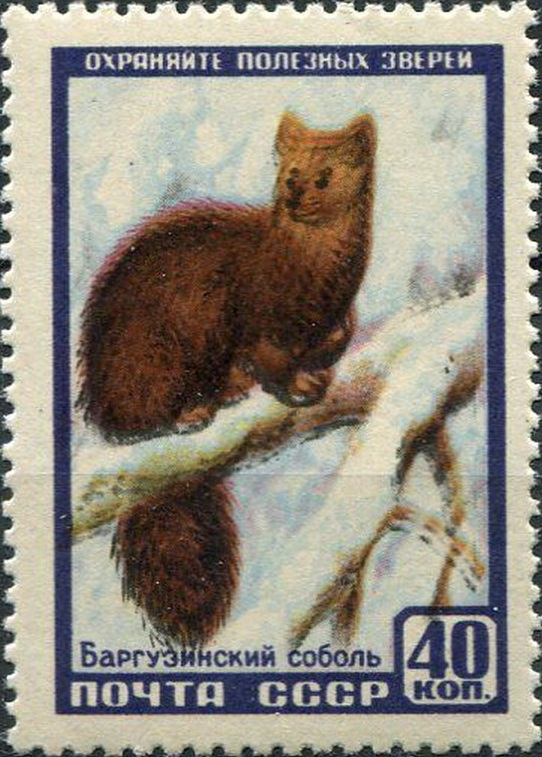
Почтовая марка СССР, 1957 год. Баргузинский соболь
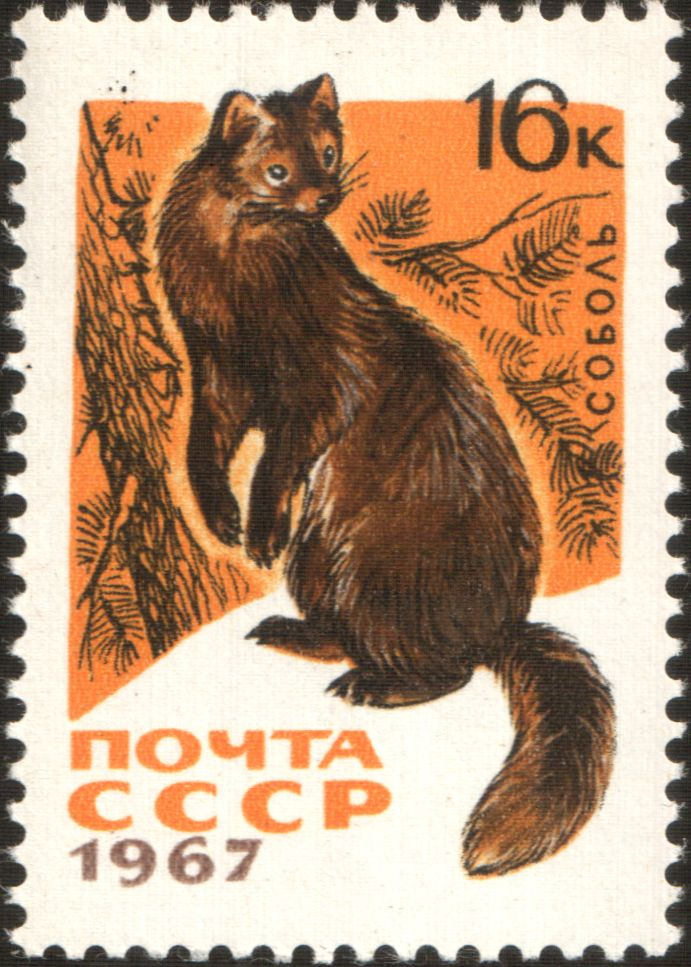
Почтовая марка СССР, 1967 год
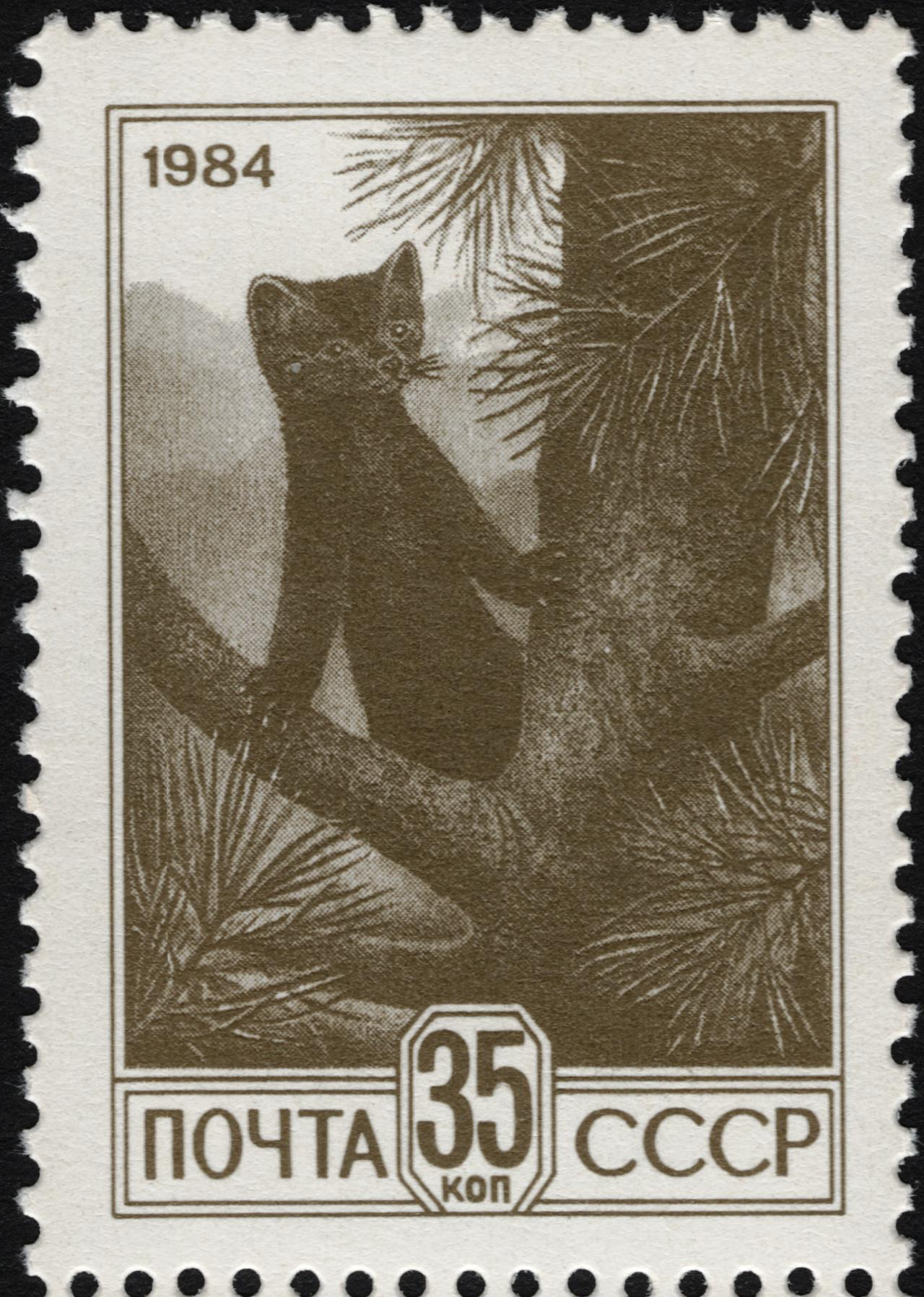
Почтовая марка СССР, 1984 год. Соболь на кедре
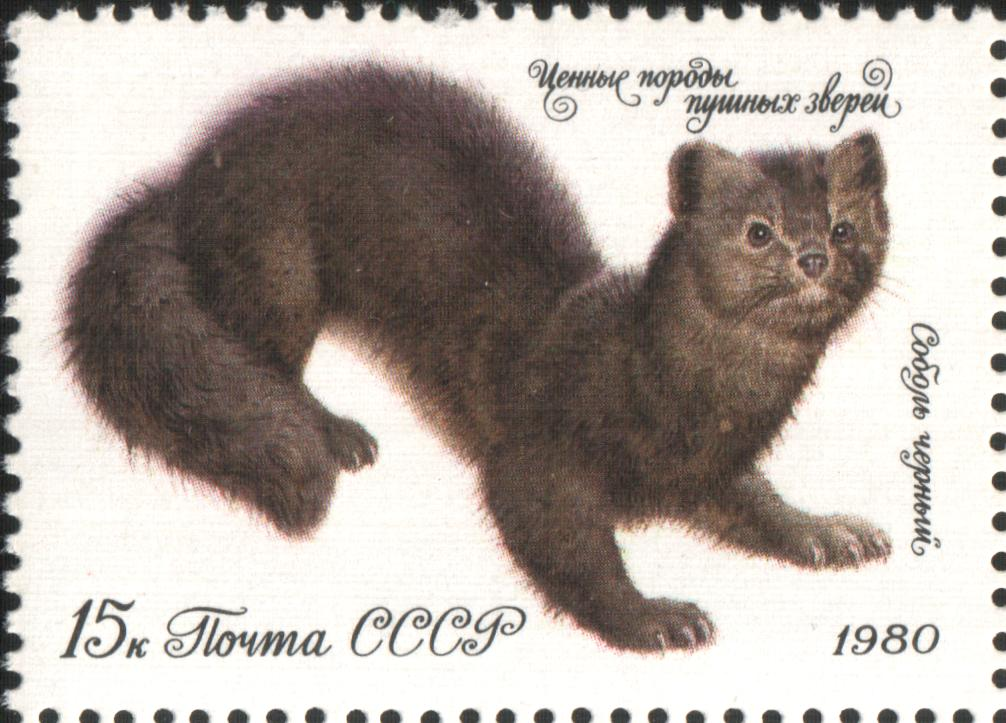
Почтовая марка СССР, 1980 год. Соболь чёрный

### Антропонимика
В Московской Руси наименование животного использовалось в качестве прозвища (так, в частности, могли назвать человека с ярко-чёрными волосами или глазами) и т. н. некалендарного имени, впервые зафиксированного в 1462 г. От него образованы фамилия Соболев, являющаяся одной из самых распространённых (55-е место в списке Елены Балановской и 107-е в списке Анатолия Журавлёва); а также фамилия Соболь без фамильного суффикса, на Урале впервые фиксирующаяся в 1640-х годах. Фамилия Соболь, равно как и другие некалендарные имена и прозвища, «в чистом виде» наиболее характерна для юго-западных русских областей.

### Топонимика
От названия животного в восточнославянских странах, включая Россию, образован ойконим Соболево.
От финского названия животного происходит название финского города Нокиа, в котором была основана одноимённая корпорация, прежде всего известная своими мобильными телефонами. Сейчас в городе базируется компания Nokian, производитель автомобильных покрышек.

### Геральдика
Соболь как естественная геральдическая фигура чаще всего встречается в русской геральдике. Изображение соболя встречается на гербах многих регионов, городов и районов России.

Герб Новосибирской области
Герб Свердловской области
Герб Тюменской области
Герб Екатеринбурга
Герб Енисейска
Герб Мегиона
Герб Новосибирска
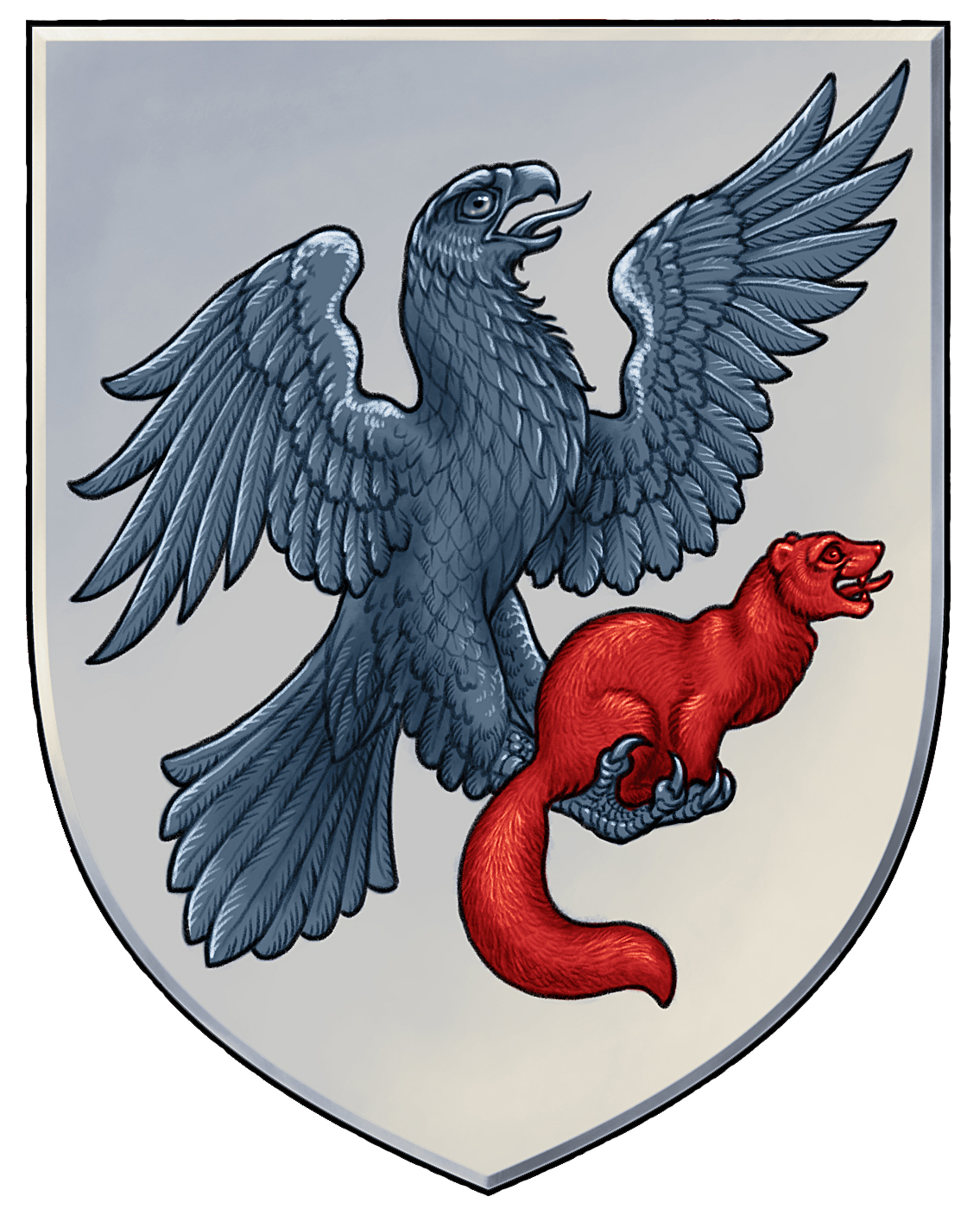
Герб Якутска
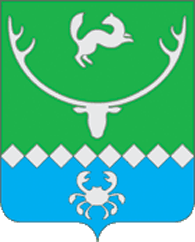
Герб Аяно-Майского района Хабаровского края
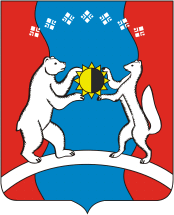
Герб Алданского улуса Республики Саха (Якутия)
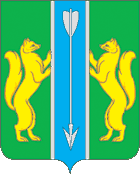
Герб Енисейского района Красноярского края
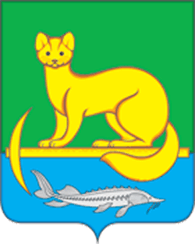
Герб Мотыгинского района Красноярского края
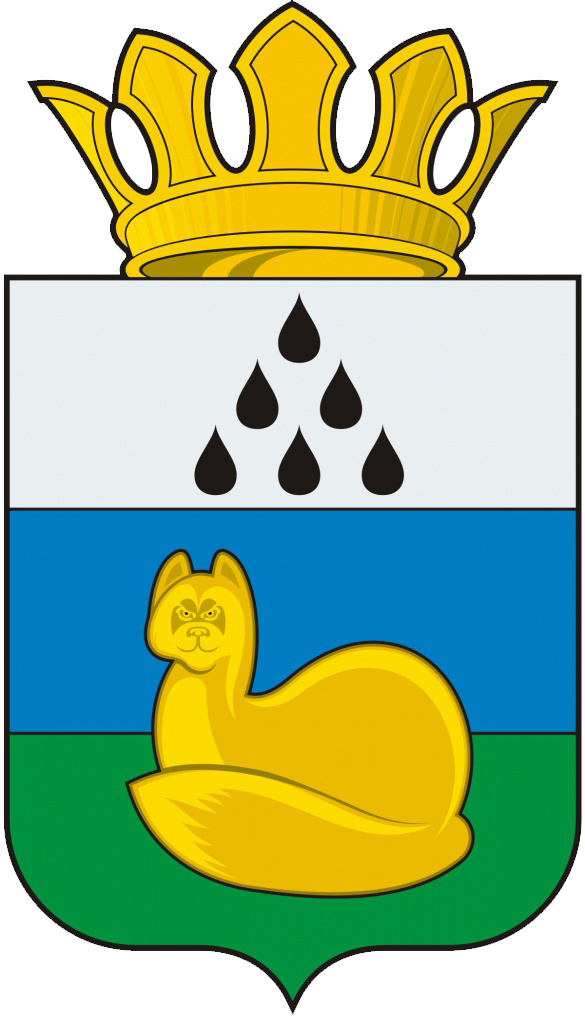
Герб Уватского района Тюменской области
Герб Нокиа (Финляндия)